# Mont Glen
Mont Glen är ett berg i Kanada.   Det ligger i provinsen Québec, i den sydöstra delen av landet, 260 km öster om huvudstaden Ottawa. Toppen på Mont Glen är 535 meter över havet, eller 8 meter över den omgivande terrängen. Bredden vid basen är 0,23 km.
Terrängen runt Mont Glen är varierad. Runt Mont Glen är det mycket glesbefolkat, med 7 invånare per kvadratkilometer.. Närmaste större samhälle är Lac-Brome, 9,7 km väster om Mont Glen. 
I omgivningarna runt Mont Glen växer i huvudsak lövfällande lövskog.